# Río Bravo (película de 1959)
Río Bravo (título original: Rio Bravo) es una película wéstern estadounidense de 1959 producida y dirigida por Howard Hawks, y protagonizado por John Wayne, Dean Martin, Walter Brennan, Claude Akins, Angie Dickinson y Ricky Nelson en los papeles principales. El guion escrito por Leigh Brackett y Jules Furthman se basa en el cuento Rio Bravo de B.H. McCampbell. El filme narra la historia de John T. Chance (John Wayne), un sheriff duro y decidido que, tras un asesinato cometido por Joe Burdette (Claude Akins), se ve atrapado en un enfrentamiento con la familia Burdette, quienes intentan liberar a Joe por la fuerza. Conforme la trama avanza Chance se enfrenta al desafío de mantener el orden en un pueblo pequeño, mientras cuenta con la ayuda de un anciano cojo, un ayudante alcohólico y un joven pistolero. La película se rodó en los Old Tucson Studios, Arizona en Eastmancolor. En 2014, la película fue considerada «cultural, histórica y estéticamente significativa» por la Biblioteca del Congreso de Estados Unidos y seleccionada para su preservación en el National Film Registry.

## Argumento
Un bandido, Joe Burdette, ha sido arrestado en Río Bravo por John T. Chance (sheriff de la ciudad) por asesinato. Un asesinato que el sheriff y uno de sus ayudantes, Dude, presenciaron. Nathan Burdette, un rico terrateniente y hermano de Joe, quiere salvarlo de la horca y pone por ello sitio a la ciudad y a la cárcel de la ciudad, con la ayuda de sus secuaces. También asesina a cualquiera que quiera ayudar al sheriff en su empeño de querer enjuiciar a Joe.
El sheriff y sus ayudantes notan con el tiempo cómo la presión de sus enemigos se hace cada vez mayor cuanto más se acerca el día en el que las autoridades estatales deben llegar a la ciudad para llevarse a Joe. Se dan cuenta de que deben permanecer unidos y superar sus limitaciones personales si quieren salir airosos de la situación. Finalmente, tras dos intentos fallidos de liberarlo, los secuaces de Nathan consiguen raptar a Dude y están dispuestos a canjearlo por Joe. Conscientes de que no pueden permitirlo porque el rico terrateniente lo mataría por haber sido testigo de todo lo ocurrido, Chance y sus hombres deciden enfrentarse a muerte contra Nathan y sus secuaces para rescatar a Dude. 
Tras liberar a Dude y evitar que Joe pueda escaparse con su hermano, empieza un largo tiroteo entre ambas partes. El sheriff y los suyos consiguen vencer y arrestar a los enemigos, gracias a la ventaja de tener dinamita. La victoria causa la huida de los restantes secuaces del terrateniente y así el sitio de la ciudad y de la cárcel terminan, lo que devuelve la paz a la ciudad.

## Reparto
- John Wayne: el sheriff John T. Chance.
- Dean Martin: Dude.
- Ricky Nelson: Colorado Ryan.
- Angie Dickinson: Plumitas.
- Walter Brennan: Stumpy.
- Ward Bond: Pat Wheeler.
- John Russell: Nathan Burdette.
- Pedro González González: Carlos Robante.
- Estelita Rodríguez: Consuelo Robante.
- Claude Akins: Joe Burdette.
- Malcolm Atterbury: Jake.

## Producción
En la elaboración del guion, casi siempre se disponía de un par de opciones buenas para resolver cada situación, y eso permitió que años más tarde se pudiera utilizar parte del material descartado para filmar El Dorado (1966), un filme crepuscular de Howard Hawks que retoma el tema del sheriff «solo ante el peligro».
La película se rodó entre mayo y julio de 1958. La película también tuvo el título alternativo de A Bull by the Tail. La canción «My Rifle, My Pony and Me» fue el tema principal melódico de otra película del Oeste, de 1948: Río Rojo (Red River), también con actuación principal de John Wayne y dirigida por Howard Hawks.  En el filme actúa Ricky Nelson (una estrella musical juvenil del momento). Esta ocurrencia publicitaria permitió que el filme lo viera un tipo de público joven que no conocía a Howard Hawks.
Rio Bravo fue una reacción de Hawks a otro western de la época, Solo ante el peligro (1952) de Fred Zinnemann. En la película de Zinnemann, un atribulado sheriff, (Gary Cooper), pedía desesperadamente ayuda y nadie se la prestaba, una conducta poco profesional según Hawks. En el filme de Hawks, el sheriff en peligro no pide ayuda para proteger a amigos y vecinos, actúa profesionalmente y aun así todos se la ofrecen desinteresadamente, algo que luego sería muy valioso para el. Las dos películas son enfoques radicalmente distintos y Howard Hawks muestra una vez más en sus películas al héroe como un hombre fuerte (habitualmente acompañado por mujeres fuertes) que debe salir por sí mismo de sus problemas, un personaje que sabe cómo comportarse y qué es lo que debe hacer en cada momento.

## Recepción
La película fue estrenada en los Estados Unidos el 4 de abril de 1959 y en España el 23 de noviembre de 1959. El filme tuvo éxito de taquilla y es considerado como uno de los mejores trabajos de Howard Hawks. La película es considerada como uno de los mejores westerns de la historia del cine, tan redondo que ha sido frecuentemente imitado por otros realizadores. El mismo Hawks repitió el esquema de la película en El Dorado (1966) y Río Lobo (1969).

## Premios y nominaciones

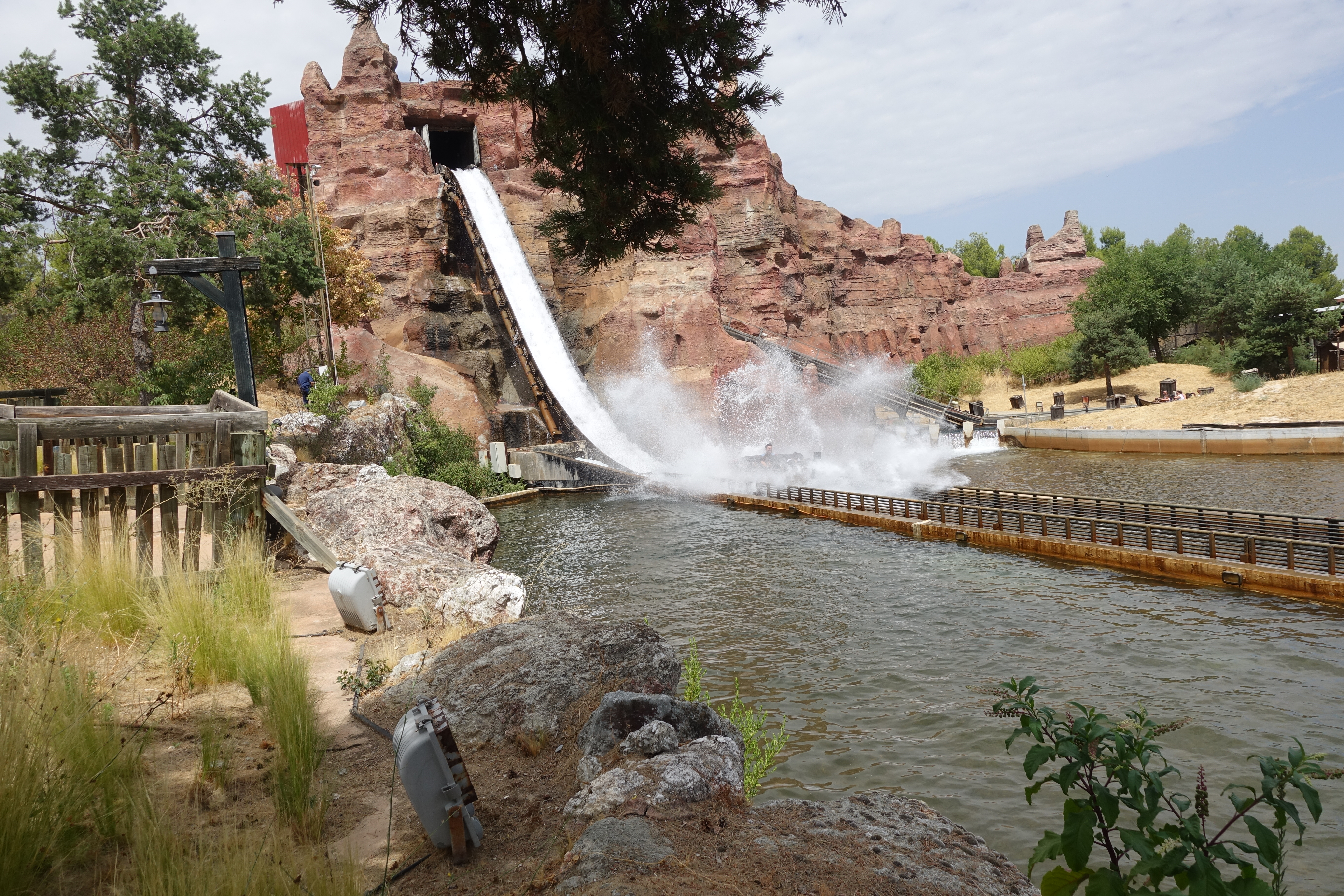
Río Bravo del Parque Warner Madrid.

- La película quedó en segundo lugar en la lista de los premios Golden Laurel, en la categoría de drama. También, Dean Martin quedó en segundo lugar en esta lista como mejor actor.
- Howard Hawks fue candidato a los Premios del Sindicato de Directores que concede el Sindicato de Directores de Estados Unidos (Directors Guild of America).
- Pese a ser considerado uno de los mejores westerns de la historia del cine y contar con nombres tan ilustres como Howard Hawks o John Wayne, la película quedó fuera de la carrera de los Óscar.

## Atracciones del parque temático
En el año 2002 se inauguró una atracción acuática en el Parque Warner Madrid, basada en la película.